# Slim Shady EP
Slim Shady EP — мини-альбом американского рэпера Эминема, выпущенный на детройтском лейбле Web Entertainment в 1997 году. По сравнению с предыдущим альбомом Infinite, Slim Shady EP привлёк к себе больше внимания, именно благодаря ему начинающим рэпером заинтересовался продюсер Андре Янг (Dr. Dre). В 1998 году Эминем подписал контракт с его лейблом Aftermath Entertainment и через год выпустил на нём свой успешный второй студийный альбом The Slim Shady LP, исполнительным продюсером которого выступил Dr. Dre.

## Предыстория
В 1996 году начинающий рэпер из Детройта Эминем выпустил свой дебютный альбом под названием Infinite, тираж которого составил всего тысячу копий, а сам Эминем был обвинён в копировании стиля других музыкантов жанра Nas и AZ. Альбом также был проигнорирован многими радиостанциями, а критики дали смешанные отзывы.
Разочарованный провалом Infinite, Эминем придумал своё альтер эго — Слим Шейди (англ. Slim Shady). По слухам, Маршалл придумал его, сидя в туалете. Песни, которые Эминем поёт в этом образе, наполнены насилием, сексом, и т. д.

## Музыка и тематика песен
На этом альбоме Эминем впервые представил слушателям своё альтер эго Слим Шейди. Тексты песен радикально отличались от Infinite, они были переполнены упоминаниями об актах насилия, употреблении наркотиков и так далее. Также Эминем читал о своих проблемах в семье и бедности. Были ответы на критику предыдущего альбома. По мнению слушателей, его стиль исполнения заметно изменился — теперь нельзя было сказать, что он похож на рэперов Nas и AZ. Эминем начал использовать более сложные рифмы, внятное и ровное повествование.
После выпуска альбома Эминем был обвинён рэпером из Нью-Йорка Cage в копировании стиля, так как альтер эго «Slim Shady» рассказывает о чрезмерном насилии, а Cage уже делал подобное ранее в своей песне «Agent Orange». Некоторые слушатели также заметили, что стили обоих очень схожи, эти обстоятельства привели к вражде между музыкантами.
В 1997 году Эминем отправился в Лос-Анджелес, чтобы принять участие в ежегодном национальном состязании Rap Olympics, в котором занял второе место. На мероприятии присутствовал сотрудник лейбла Interscope Records, которому Эминем дал кассету Slim Shady EP для передачи её директору лейбла Джимми Айовину.
Джимми Айовин и Dr. Dre, — основатель Aftermath Entertainment, прослушали запись. Dr. Dre вспоминал: «За всю свою карьеру я ни разу не находил демозапись. Когда Джимми слушал эту кассету, я сказал: „Найдите мне его. Сейчас же“». После заключения контракта с Aftermath, Эминем и Dr. Dre незамедлительно начали работать над записью альбома The Slim Shady LP, в который из Slim Shady EP вошли три песни: «Just Don’t Give a Fuck», «Just the Two of Us» со скитом «Mommy» (уже как «’97 Bonnie & Clyde») и «If I Had».

## Промоиздание
Web Entertainment выпустил промоверсию альбома в 1997 году на компакт-кассетах, содержащих четыре песни: «Just Don’t Give a Fuck», «Murder, Murder», «Just The Two Of Us», «Low Down, Dirty». Эминем бесплатно раздавал их на разных детройтских хип-хоп мероприятиях, в том числе и на Rap Olympics в 1997 году. Кроме того, в конце 1997 года был выпущен 12-дюймовый сингл «Just Don’t Give A Fuck»: на пластинке было четыре версии «Just Don’t Give A Fuck» (альбомная, радиоверсия, инструментальная, и а капелла), «Just The Two Of Us» и «Low Down, Dirty».

## Оценки критиков и продажи
Также как и предыдущему релизу Infinite, Allmusic поставил Slim Shady EP две с половиной звёзды из пяти без рецензии. Журнал XXL поставил альбому 3 из 5 звёзд (оценка «L») и занёс в список «100 Лучших рэп мини-альбомов в истории — Лучшие из мини-альбомов» (англ. «100 Most Essential Rap EPs of All Time – The Best of the Short & Sweet»).
В марте 1998 года Эминем попал в колонку «Unsigned Hype» журнала The Source. Автор особо выделил две песни: «Just The Two Of Us» и «Murder, Murder». Колонка была написана за два месяца до того как Эминем был подписан к лейблу Aftermath Entertainment и не была опубликована до марта 1998 года.
После того как Эминем стал знаменит у слушателей появился интерес к этому альбому, он даже достиг 27-й позиции в UK Albums Chart в 2001 году спустя четыре года после выпуска. В интервью с Зейном Лоу, Маршалл говорил, что тогдашний лейбл музыканта Web Entertainment издал 500 копий с мини-альбомом, из которых было продано 250.

## Список композиций
| №                   | Название                                             | Продюсер(ы)                         | Длительность             |
| ------------------- | ---------------------------------------------------- | ----------------------------------- | ------------------------ |
| 1.                  | «Intro (Slim Shady)» (скит)                          | Эминем                              | 1:05                     |
| 2.                  | «Low Down, Dirty»                                    | Da Brigade (Denaun Porter и Kuniva) | 4:44                     |
| 3.                  | «If I Had...»                                        | DJ Rec                              | 4:06                     |
| 4.                  | «Just Don’t Give a Fuck»                             | Denaun Porter                       | 4:00                     |
| 5.                  | «Mommy» (скит)                                       |                                     | 0:39                     |
| 6.                  | «Just the Two of Us»                                 | DJ Head                             | 4:20                     |
| 7.                  | «No One’s Iller» (при участии Swift, Bizarre и Fuzz) | DJ Head                             | 4:58                     |
| 8.                  | «Murder, Murder»                                     | DJ Rec                              | 4:40                     |
| 9.                  | «If I Had...» (радиоверсия)                          | DJ Rec                              | 4:01                     |
| 10.                 | «Just Don’t Give a #?@!» (радиоверсия)               | Denaun Porter                       | 4:03                     |
| Общая длительность: | Общая длительность:                                  | Общая длительность:                 | Общая длительность 36:39 |

Список композиций, семплы которых были взяты в ходе работы над альбомом
- «Low Down, Dirty» — содержит семпл из «Soopaman Luva 3» рэпера Redman и «One More Chance» рэпера The Notorious B.I.G.
- «If I Had…» — содержит семпл из «Impeach The President» группы The Honey Drippers
- «Just Don’t Give a Fuck» — содержит семпл из «I Don’t Give a Fuck» рэпера Тупака Шакура
- «Just The Two of Us» — содержит семпл из «Just The Two of Us» Гровера Вашингтона-младшего
- «No One’s Iller» — содержит семпл из «Wildflower» Хенка Кроуфорда
- «Murder, Murder» — содержит семпл из «50 Ways to Leave Your Lover» Пола Саймона, «Outlaw» рэпера Тупака Шакура и «SlaughtaHouse» рэпера Masta Ace